# 野州鉱山

塩谷郡に属する塩谷町

野州鉱山（やしゅうこうざん）は、栃木県塩谷郡塩谷町船生にあった鉱山。
大家商事により金・銀・銅が採掘された。紫水晶、黄銅鉱、黄鉄鉱などが採取されるという坑口跡が残る。